# Phyllocnema jeanneli
Phyllocnema jeanneli är en skalbaggsart som beskrevs av Pierre Lepesme 1947. Phyllocnema jeanneli ingår i släktet Phyllocnema och familjen långhorningar.
Artens utbredningsområde är Senegal. Inga underarter finns listade i Catalogue of Life.